# كوري روبنسون (لاعب كرة قدم أمريكية)
كوري روبنسون (بالإنجليزية: Corey Robinson)‏ هو لاعب كرة قدم أمريكية أمريكي، ولد في 1995 في سان أنطونيو في الولايات المتحدة.